# Lygodactylus grotei
Espèce
Synonymes
Lygodactylus capensis grotei Sternfeld, 1911
Lygodactylus grotei est une espèce de geckos de la famille des Gekkonidae.

## Répartition
Cette espèce se rencontre au Mozambique et en Tanzanie.

## Publication originale
- Sternfeld, 1911 : Zur Herpetologie Südostafrikas. Mitteilung aus dem Zoologischen Museum in Berlin, vol. 5, p. 413-420 (texte intégral).